# La Bastide (Var)
La Bastide is een gemeente in het Franse departement Var (regio Provence-Alpes-Côte d'Azur) en telt 122 inwoners (1999). De plaats maakt deel uit van het arrondissement Draguignan.

## Geografie
De oppervlakte van La Bastide bedraagt 11,3 km², de bevolkingsdichtheid is 10,8 inwoners per km².
De onderstaande kaart toont de ligging van La Bastide (Var) met de belangrijkste infrastructuur en aangrenzende gemeenten.

## Demografie
Onderstaande figuur toont het verloop van het inwonertal (bron: INSEE-tellingen).